# Haplosporidium
Haplosporidium — рід грибів. Назва вперше опублікована 1912 року.